# Мальчик в полосатой пижаме (фильм)
«Мальчик в полосатой пижаме» (англ. The Boy in the Striped Pyjamas) — исторический драматический фильм 2008 года режиссёра и сценариста Марка Хермана, основанный на одноимённом романе Джона Бойна. Действие фильма происходит в оккупированной нацистами Польше и рассказывает о сыне офицера СС, который подружился с мальчиком-евреем своего возраста, находящемся в концлагере. Премьера состоялась 12 сентября 2008 года. Он получил в целом положительные отзывы от критиков за драматизм, но был раскритикован учёными за искажение исторической достоверности Холокоста.

## Сюжет
Бруно — восьмилетний (в романе — девятилетний) немецкий мальчик, который беззаботно живёт в Берлине во время Второй мировой войны. Его отец — высокопоставленный нацистский чиновник. После назначения отца на новую должность семья со служанкой Марией, вынуждена переехать за город. В окрестностях нового дома Бруно обнаруживает странную «ферму» с необычными людьми в пижамах. Эльза, мать Бруно, запрещает Бруно приходить туда, скрывая настоящее предназначение «фермы». Бруно заводит дружбу с одним из заключённых, Павлом, что работает в их доме на кухне и помогает Бруно построить качели, а после залечить его разбитую коленку.
К Бруно и его сестре приезжает учитель, герр Лицт. Он читает им историю Германии и её национал-социалистического периода и потихоньку начинает прививать им с детских лет антисемитскую позицию. Двенадцатилетняя Гретель заинтересовывается политикой (а ещё больше молодым лейтенантом Кетлером, который работает их водителем), и быстро взрослеет — любимые куклы уступают место пропагандистским плакатам, на которых расписано продвижение немецких солдат. Поведение дочери и обучение подобным вещам тревожит Эльзу, но Ральф не видит в этом ничего особенного.
Бруно, устав читать скучную книгу, сбегает через увиденное им ранее окно, и отправляется в близлежащий лес и на «ферму». Там он знакомится с еврейским мальчиком по имени Шмуэль, своим ровесником, приносит ему еду и узнает больше о жизни на «ферме», которую ни один из мальчиков ещё не способен в полной мере осознать: номера на «пижамах» они воспринимают как игру и уверены, что в печах сжигают какие-то тряпки или мусор из деревень.
Эльза случайно узнает от лейтенанта Кетлера о том, что этот лагерь, который, как она была убеждена, муж просто охраняет, является лагерем смерти и тяжело переносит это. В ответ Ральф давит на Кетлера, так как его отец несколько лет назад покинул Германию (что клеймит его как предателя), из-за чего подавленный лейтенант избивает Павла до смерти. Спустя время Кетлера отправляют на фронт. Гретель рассказывает Бруно о предназначении трудового лагеря. Ральф глубоко погружен в свою работу, что вызывает раскол между ним и Эльзой, а также между ним и его матерью, что отказывается даже посещать их дом.
На одной из подготовок к банкету в дом приводят Шмуэля для уборки в доме. Бруно дает ему печенье, но когда их замечает Кетлер, Бруно, напуганный криком солдата, отказывается от их дружбы. В дом съезжаются верхушки Рейха, на этой встрече Бруно удается подсмотреть пропагандистский киноролик, снятый его отцом, о жизни в лагере, где его представляют отличным местом для работы и досуга, полным мастерских, кафе, мест для спорта, библиотек и прочего — Бруно решает, что его отец хороший человек, который заботится о евреях.
Спустя время Бруно встречается со Шмуэлем, пострадавшим и избитым Кетлером из-за лжи Бруно, они мирятся. Эльза и Ральф постоянно ссорятся и, в конце концов, Ральф соглашается на её уговоры увезти детей обратно в Берлин. Бруно сбегает попрощаться к Шмуэлю, но тот оказывается мрачнее обычного: его отца якобы перевели на новую стройку и он нигде не может его найти. Бруно вызывается ему помочь. Утром в день отъезда он делает подкоп на территорию лагеря, а Шмуэль приносит ему полосатую пижаму. Бруно в замешательстве — происходящее на территории совсем не похоже на то, что он видел в фильме. Когда они входят в барак, неожиданно начинается перекличка: именно этот барак сегодня выбран для зачистки. Обоих мальчиков вместе с остальными заключенными загоняют в газовую камеру. В это время семья безуспешно ищет Бруно и опаздывает на несколько минут, не сумев спасти сына. Бруно и Шмуэль погибают вместе с остальными узниками в газовой камере.

## В ролях
| Актёр           | Роль                  |
| --------------- | --------------------- |
| Эйса Баттерфилд | Бруно                 |
| Джек Скэнлон    | Шмуэль                |
| Вера Фармига    | Эльза (мать)          |
| Дэвид Тьюлис    | Ральф (отец)          |
| Амбер Битти     | Гретель (сестра)      |
| Шейла Хэнкок    | Натали (бабушка)      |
| Ричард Джонсон  | Матиас (дедушка)      |
| Кара Хорган     | Мария                 |
| Дэвид Хеймен    | Павел (слуга)         |
| Руперт Френд    | лейтенант Курт Кётлер |
| Джим Нортон     | герр Лист             |

## Награды и номинации
| Год                                                         | Награда                                                                                 | Номинация                                             | Номинант  | Результат |
| ----------------------------------------------------------- | --------------------------------------------------------------------------------------- | ----------------------------------------------------- | --------- | --------- |
| 2008                                                        |                                                                                         |                                                       |           |           |
| Премия британского независимого кино                        | «Лучшая актриса»                                                                        | Вера Фармига                                          | Победа    |           |
| Премия британского независимого кино                        | «Лучший режиссёр»                                                                       | Марк Херман                                           | Номинация |           |
| Премия британского независимого кино                        | «Самый многообещающий дебют»                                                            | Эйса Баттерфилд                                       | Номинация |           |
| Международный кинофестиваль в Чикаго                        | «Приз зрительских симпатий»                                                             | Марк Херман                                           | Победа    |           |
| Премия Лондонского кружка кинокритиков                      | «Молодой британский исполнитель года»                                                   | Эйса Баттерфилд                                       | Номинация |           |
| Премия Международной ассоциации критиков киномузыки (IFMCA) | «Лучшая оригинальная музыка для драматического фильма»                                  | Джеймс Хорнер                                         | Номинация |           |
| 2009                                                        |                                                                                         |                                                       |           |           |
| Премия «Гойя»                                               | «Лучший европейский фильм»                                                              | Марк Херман                                           | Номинация |           |
| Премия «Молодой актёр»                                      | «Лучшее исполнение в международном художественном фильме — ведущие молодые исполнители» | Эйса Баттерфилд, Джек Скэнлон                         | Номинация |           |
| Премия Ирландской академии кино и телевидения (IFTA)        | «Лучший международный фильм»                                                            | «Лучший международный фильм»                          | Номинация |           |
| 2010                                                        |                                                                                         |                                                       |           |           |
| CinEuphoria Awards                                          | «Лучший фильм — приз зрительских симпатий»                                              | Марк Херман                                           | Победа    |           |
| CinEuphoria Awards                                          | «Топ десяти года — международный конкурс»                                               | Марк Херман                                           | Победа    |           |
| CinEuphoria Awards                                          | «Топ десяти года — приз зрительских симпатий»                                           | Марк Херман                                           | Победа    |           |
| CinEuphoria Awards                                          | «Лучшая актриса второго плана — приз зрительских симпатий»                              | Вера Фармига                                          | Победа    |           |
| German Dubbing Awards                                       | «Выдающееся развитие молодёжи»                                                          | Лукас Шуст (дубляж на немецкий язык Эйсы Баттерфилда) | Победа    |           |

## Оценки

### Оценки критиков
На сайте Rotten Tomatoes фильм имеет рейтинг 64 % на основе 143 рецензий критиков, со средним баллом 6,3 из 10. Критический консенсус сайта гласит: «Трогательный и запоминающийся семейный фильм, в котором рассказывается о Холокосте необычным образом, и в котором заключён жестокий финальный поворот».
На сайте Metacritic фильм набрал 55 баллов из 100, на основе 28 обзоров, что указывает на «смешанные или средние отзывы».
Джеймс Кристофер из The Times назвал фильм «чрезвычайно впечатляющим. Очень важным».
Манохла Даргис, из The New York Times, сказал, что фильм «тривиален, затушеван, подделан, использован в коммерческих целях, для трагедии о нацистской семье».
Критик Роджер Эберт сказал, что фильм не просто реконструкция Германии во время войны, но «о системе ценностей, которая выживает как вирус».
Келли Джейн Торранс из Washington Times сказала, что фильм не останавливается в развитии истории и прекрасно рассказывает её.
Несмотря на некоторую критику, Тай Берр из Boston Globe сделал такой вывод: «то, что спасает „Мальчика в полосатой пижаме“ от китча, — это холодная логика повествования Германа».

### Оценки научных работников
Учёные раскритиковали фильм за то, что он скрывает исторические факты о Холокосте и создает ложную эквивалентность между жертвами и преступниками. Например, в конце фильма изображается горе семьи Бруно, побуждающее зрителя испытывать сочувствие к тем, кто совершает Холокост.
Майкл Грей писал, что история не очень реалистична и содержит много неправдоподобных сцен, потому что детей убивали сразу, как только они прибывали в Освенцим, и у них не было возможности общаться с людьми снаружи. Исследование, проведенное Центром изучения Холокоста в Университетском колледже Лондона, показало, что картина «оказывает значительное и весьма проблематичное влияние на то, как молодые люди пытаются осмыслить это сложное прошлое». Тем не менее, более позднее исследование показало, что реакция на фильм сильно основана на предыдущих знаниях и убеждениях зрителей.
Исследование, проведенное преподавателем Майклом Греем, показало, что более чем три четверти британских школьников (в возрасте 13-14 лет) в его выборке интересовались «Мальчиком в полосатой пижаме», значительно больше, чем «Дневником Анны Франк». Фильм оказал значительное влияние на знания и убеждения детей о Холокосте. Дети верили, что в истории содержится много полезной информации о Холокосте, и передаётся точное впечатление о многих реальных событиях. Большинство полагало, что это было основано на реальной истории.
Он также обнаружил, что многие студенты извлекли из фильма ложные выводы, например, предположив, что простые немцы не знали о Холокосте, потому что семья Бруно этого не знала, или, что Холокост прекратился из-за того, что нацистский ребёнок был случайно отравлен газом. Другие студенты полагали, что евреи вызвались идти в лагеря, потому что их одурачили нацистской пропагандой, а не насильственно депортировали. Грей рекомендовал изучать произведение только после того, как дети уже узнают ключевые факты о Холокосте.

## Саундтрек
Автором музыкального сопровождения к фильму выступил американский композитор Джеймс Хорнер. С 20 октября 2008 года распространяется посредством цифровой дистрибуции, изданный звукозаписывающим лейблом Hollywood Records. На территории Австралии доступен в виде двух-дискового CD-Audio издания, совместно с саундтреком к фильму «Джиллиан на день рождения» (англ. To Gillian On Her 37th Birthday). Также музыка к фильму была представлена в качестве промо-издания For Your Consideration для отбора номинантов кинопремии «Оскар» в номинации «Лучшая музыка».
| №                   | Название                                     | Длительность |
| ------------------- | -------------------------------------------- | ------------ |
| 1.                  | «Boys Playing Airplanes»                     | 4:13         |
| 2.                  | «Exploring the Forest»                       | 2:36         |
| 3.                  | «The Train Ride to a New Home»               | 3:33         |
| 4.                  | «The Winds Gently Blow Through the Garden»   | 5:56         |
| 5.                  | «An Odd Discovery Beyond the Trees»          | 2:51         |
| 6.                  | «Dolls Aren’t for Big Girls, Propaganda is…» | 3:42         |
| 7.                  | «Black Smoke»                                | 1:42         |
| 8.                  | «Evening Supper/A Family Slowly Crumbles»    | 7:52         |
| 9.                  | «The Funeral»                                | 1:53         |
| 10.                 | «The Boys' Plans/From Night to Day»          | 2:36         |
| 11.                 | «Strange New Clothes/An Impending Storm»     | 9:52         |
| 12.                 | «Remembrance, Remembrance»                   | 5:30         |
| Общая длительность: | Общая длительность:                          | 52:22        |